# Dent du Villard
De Dent du Villard is een 2284 meter hoge berg in de Franse Alpen.
De berg bestaat uit gesteentes uit het Krijt, waaronder ook gips. Door de tektonische activiteit van de botsing van de Afrikaanse plaat met de Europese plaat zijn de Alpen ontstaan. Erosie en verwering deden de rest voor de vorming van de berg.
De berg is via de noordwestzijde het eenvoudigst te bewandelen is. Een andere route naar de top begint met de (zware) wandeling naar de Col de la Dent (de bergpas). Via de bergkam kan men dan de top ook bereiken, al is deze wandeling, hoe mooi ook, er zeker geen voor beginners! Het landschap op de kam bestaat uit immense gipsblokken, met grote gaten ertussen; het pad is vaak erg smal. Men wandelt regelmatig direct langs de steile bergwand.
Zuidelijk van de Dent du Villard liggen de Kleine Mont Blanc en de Dents de la Portetta.
Aan de westzijde van de Dent du Villard ligt het dorp Courchevel Moriond (1650), vanwaar een bergwandelpad met uitzichten op de witte rotsen door het Fôret de la Barmette (bos) afdaalt naar het Lac de la Rosière (een bergmeer op 1530m). Aan de oostzijde bevindt zich het dal van Pralognan-la-Vanoise. Aan de noordelijke voet van de Dent du Villard ligt Bozel op zo'n 800 meter hoogte.

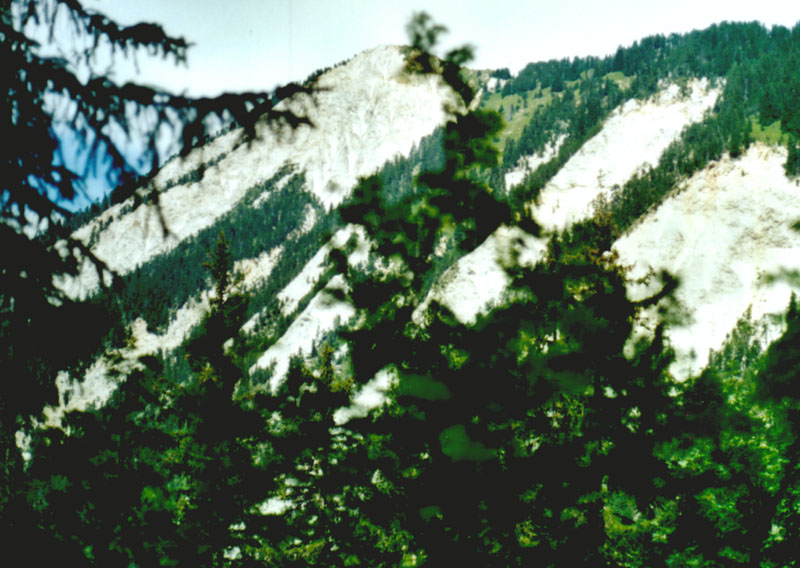
De Dent gezien vanuit de Col de la Dent
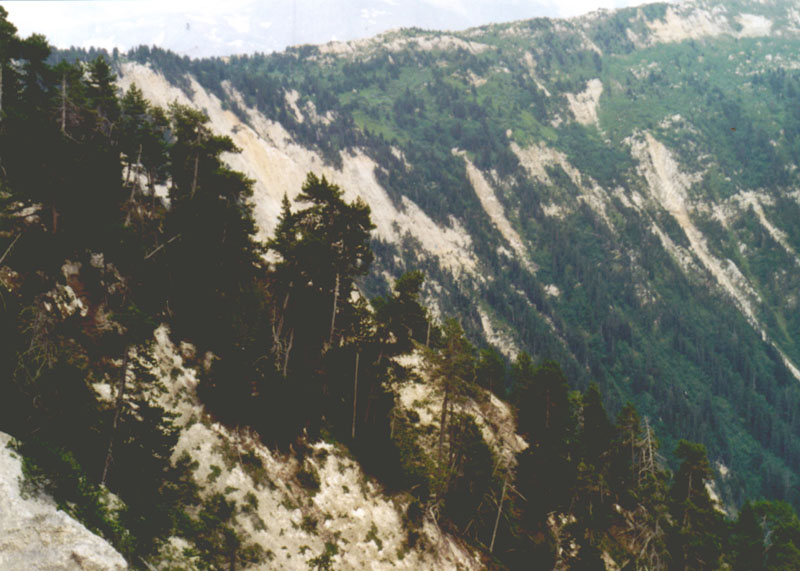
Uitzicht op de Col de la Dent
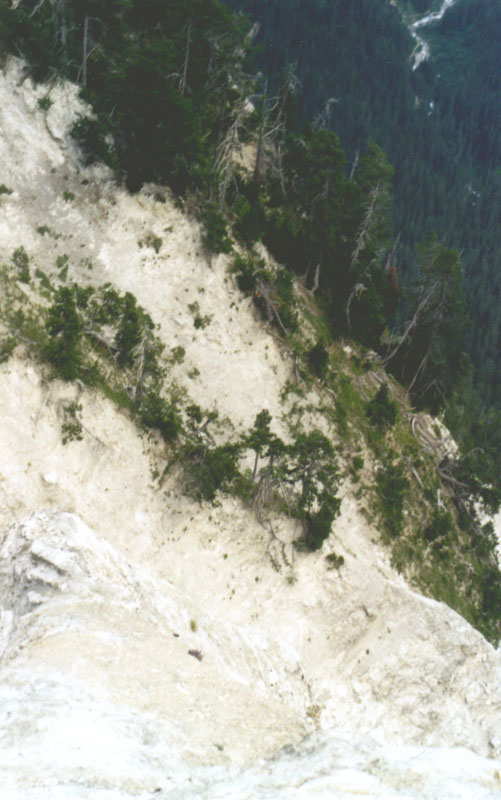
De zeer steile gipswand naar beneden gezien

|  |  |